# ライアン・ウォーカー (野球)
ライアン・ウォーカー（Ryan Walker, 1995年11月26日 - ）は、アメリカ合衆国ワシントン州スノホミッシュ郡アーリントン出身のプロ野球選手（投手）。右投右打。MLBのサンフランシスコ・ジャイアンツ所属。

## 経歴
2018年のMLBドラフト31巡目（全体916位）でサンフランシスコ・ジャイアンツから指名され、プロ入り。契約後、傘下のルーキー級アリゾナリーグ・ジャイアンツでプロデビュー。A-級セイラム＝カイザー・ボルケーノズとA+級サンノゼ・ジャイアンツでもプレーし、3チーム合計で20試合に登板して2勝0敗3セーブ、防御率2.51、31奪三振を記録した。
2019年はA級オーガスタ・グリーンジャケッツでプレーし、37試合に登板して2勝3敗7セーブ、防御率3.36、61奪三振を記録した。
2020年はCOVID-19の影響でマイナーリーグの試合が開催されなかったため、公式戦の登板は無かった。
2021年はA+級ユージーン・エメラルズとAA級リッチモンド・フライングスクウォーレルズでプレーし、2チーム合計で39試合に登板して1勝0敗、防御率3.65、66奪三振を記録した。
2022年はAA級リッチモンドとAAA級サクラメント・リバーキャッツでプレーし、2チーム合計で50試合に登板して7勝3敗2セーブ、防御率3.74、65奪三振を記録した。
2023年は開幕をAAA級サクラメントで迎えた。5月19日にメジャー契約を結んでアクティブ・ロースター入りすると、メジャーデビューとなった21日のマイアミ・マーリンズ戦では6回表から登板して無失点に抑えると、その裏に味方が勝ち越して勝利投手となった。そのままメジャーに定着し、最終的に49試合（先発13試合）に登板して5勝3敗1セーブ、防御率3.22、78奪三振を記録した。

## 詳細情報

### 年度別投手成績
| 年 度    | 球 団    | 登 板 | 先 発 | 完 投 | 完 封 | 無 四 球 | 勝 利 | 敗 戦 | セ 丨 ブ | ホ 丨 ル ド | 勝 率 | 打 者 | 投 球 回 | 被 安 打 | 被 本 塁 打 | 与 四 球 | 敬 遠 | 与 死 球 | 奪 三 振 | 暴 投 | ボ 丨 ク | 失 点 | 自 責 点 | 防 御 率 | W H I P |
| -------- | -------- | ----- | ----- | ----- | ----- | -------- | ----- | ----- | -------- | ----------- | ----- | ----- | -------- | -------- | ----------- | -------- | ----- | -------- | -------- | ----- | -------- | ----- | -------- | -------- | ------- |
| 2023     | SF       | 49    | 13    | 0     | 0     | 0        | 5     | 3     | 1        | 3           | .625  | 263   | 61.1     | 61       | 8           | 24       | 0     | 2        | 78       | 3     | 0        | 25    | 22       | 3.22     | 1.38    |
| 2024     | SF       | 76    | 1     | 0     | 0     | 0        | 10    | 4     | 10       | 21          | .714  | 308   | 80.0     | 50       | 5           | 18       | 1     | 9        | 99       | 2     | 0        | 19    | 17       | 1.91     | 0.85    |
| MLB：2年 | MLB：2年 | 125   | 14    | 0     | 0     | 0        | 15    | 7     | 11       | 24          | .682  | 571   | 141.1    | 111      | 13          | 42       | 1     | 11       | 177      | 5     | 0        | 44    | 39       | 2.48     | 1.08    |

- 2024年度シーズン終了時

### 年度別守備成績
| 年 度 | 球 団 | 投手（P） | 投手（P） | 投手（P） | 投手（P） | 投手（P） | 投手（P） |
| 年 度 | 球 団 | 試 合     | 刺 殺     | 補 殺     | 失 策     | 併 殺     | 守 備 率  |
| ----- | ----- | --------- | --------- | --------- | --------- | --------- | --------- |
| 2023  | SF    | 49        | 6         | 10        | 1         | 0         | .941      |
| 2024  | SF    | 76        | 5         | 6         | 0         | 0         | 1.000     |
| MLB   | MLB   | 125       | 11        | 16        | 1         | 0         | .964      |

- 2024年度シーズン終了時

### 背番号
- 74（2023年 - ）